# Jacky Lamothe
Jacky Lamothe (Puybrun, 2 luglio 1950) è un ex cestista francese.

## Carriera
Con la Francia ha disputato quattro edizioni dei Campionati europei (1973, 1977, 1979, 1981).

## Palmarès
- Campionato francese: 3

Le Mans: 1977-78, 1978-79, 1981-82